# Simulium uchidai
Simulium uchidai är en tvåvingeart som först beskrevs av Takahasi 1950.  Simulium uchidai ingår i släktet Simulium och familjen knott. Inga underarter finns listade i Catalogue of Life.